# Claude Simon
Claude Simon (født 10. oktober 1913, død 6. juli 2005) var en fransk romanforfatter. Han modtog i 1985 Nobelprisen i litteratur.